# Altküla (Toila)
Altküla is een plaats in de Estlandse gemeente Toila, provincie Ida-Virumaa. De plaats heeft de status van dorp (Estisch: küla).

## Bevolking
Het dorp had 73 inwoners op 31 december 2011 en 74 inwoners op 31 december 2021.

## Ligging
De plaats ligt aan de Finse Golf, ten westen van Toila, de hoofdplaats van de gemeente.